# Orimarga amblystyla
Orimarga amblystyla är en tvåvingeart som beskrevs av Alexander 1965. Orimarga amblystyla ingår i släktet Orimarga och familjen småharkrankar.
Artens utbredningsområde är Madagaskar. Inga underarter finns listade i Catalogue of Life.